# Шугачёво
Шугачево — деревня в Великолукском районе Псковской области России. Входит в состав сельского поселения «Пореченская волость».
Расположена в 58 км к югу от райцентра Великие Луки и в 11 км к юго-западу от волостного центра Поречье.

## Население
Численность населения деревни по состоянию на 2000 год составляла 5 жителей, на 2010 год — 3 жителей.